# Месопотамия (римска провинция)
 Тази статия е за римската азиатска провинция.  За византийската военно-административна област и дн. Буджак вижте Западна Месопотамия.  
Месопотамия (на латински: Mesopotamia) е наименованието на две провинции на Римската империя, съществували по различно време и с различен географски обхват.
Първата провинция е създадена през 116 г. от император Траян и обхваща основната част от завладяната от него историческа област Осроене в Северна Месопотамия, но е изоставена от римляните година по-късно. През 198 година император Септимий Север създава нова провинция Месопотамия, която обхваща ограничена територия около днешния турски град Диарбекир.

## Траянова Месопотамия
В началото на 116 г. на територията на Северна Месопотамия е организирана нова римска провинция, което се доказва от нумизматските находки.
Траян, начело на римските легиони, прекосява река Тигър в Адиабена, след което образува и провинция Асирия. Император Адриан по ред причини е принуден да освободи от римско присъствие всички територии завладени от Траян на изток от река Ефрат, която трайно се установява като източна граница на Римската империя откъм Партия.

## Втората провинция Месопотамия
Септимий Север успява сравнително бързо да възстанови реда и властта в областта, превръщайки Осроена в римска провинция. В допълнение към успешната военна кампания, Септимий Север възстановява римската провинция Месопотамия в 198 г., за увековечаване на което в столицата ѝ Нусайбин е издигната колона със статуя на императора (виж и бунт срещу Север).
За разлика от Римска Месопотамия на Траян, която обхваща цялата област между Тигър и Ефрат, т.е. точно двуречието, новата област е съвсем ограничена териториално на юг от Осроена, от реките Тигър и Ефрат на север и от река Хабур на изток, т.е. тя не включвала територията на древна Вавилония до Персийския залив.
Ардашир I, основател на династията на Сасанидите, напада римската армия в провинцията и завладява тази територия. Римската власт над областта е възстановена от преторианския префект Тимеситей. През 250 г. новият сасанидски шахиншах Шапур I отново напада Римска Месопотамия и с него се сражава римският император Валериан I, който е пленен в Едеса в 260 г. На следващата година обаче, Шапур е победен от владетелят на Палмира Оденат и прогонен от Месопотамия.
Към Византийска Месопотамия се придали и градовете Мартирополис и Кефас. Реформите на Юстиниан I разделят провинцията, като северните ѝ райони се придават към провницията Армения IV, а останалите са разделени на две граждански и един църковен окръг, едната от които (региона на юг от река Тигър) е със столица Амида, а другата с център Дар. Окончателно, византийските остатъци от някогашна Римска Месопотамия са завоювани от арабите в годините 633 – 640.